# Мансур Муфта
Мансу́р Муфта́ Фара́дж Бехи́т аль-Абдулла́ (араб. منصور مفتاح فرج بخيت العبدالله‎); известен как Мансур Муфта (род. 22 ноября 1955, Катар) — катарский футболист, играл на позиции нападающего. Большую часть футбольной карьеры играл за «Эр-Райян», в составе которого выиграл 6 чемпионских титулов.

## Биография

### Клубная карьера
Мансур Муфта большую часть футбольной карьеры играл за «Эр-Райян», с которым подписал контракт в возрасте 12 лет. Муж его старшей сестры привёз контракт, который Мансур тут же подписал не зная его содержание. Старший брат убедил Мансура подписать контракт с клубом «Аль-Араби» и Мансур подписал его. Вскоре Мансур решил выбрать играть за молодёжную команду «Эр-Райяна».
В составе «Эр-Райяна» Мансур играл 22 сезона, за которые 6 раз выиграл чемпионские титулы, а также 4 раза становился лучшим бомбардиром чемпионата страны. Самым результативным у него был сезон 1985/86, в котором он забил 22 гола.
В 1994 году перешёл в клуб «Аль-Вакра», в котором играл в течение четырёх сезонов. Его последним клубом в карьере стала «Ас-Сайлия», в которой он завершил карьеру в 2001 году.

### Карьера в сборной
В составе сборной Катара играл на 6 Кубках Персидского залива (1976, 1979, 1982, 1984, 1988, 1990) и трёх Кубках Азии (1980, 1984 и 1988). Всего за сборную Катара сыграл 81 матч, в которых забил 42 гола.
Муфта принимал участие на олимпийском футбольном турнире 1984 года, на котором сыграл в трёх матчах на групповом этапе со сборными Франции (2:2), Чили (0:1) и Норвегии (0:2). На турнире сборная Катара заняла в группе последнее место и не вышла из группы.

## Достижения

### Командные
«Эр-Райян»
- Чемпион Катара (6): 1975/76, 1977/78, 1981/82, 1983/84, 1985/86, 1989/90
- Обладатель Кубка шейха Яссима (1): 1992

### Личные
- Лучший бомбардир чемпионата Катара (4): 1981/82 (19 голов), 1982/1983 (10 голов), 1983/84 (7 голов), 1985/86 (22 гола)
- Лучший бомбардир Кубка Персидского залива (1): 1982 (6 голов)